# Florencio Sanz Baeza
Florencio Sanz y Baeza (Pamplona, 1 de octubre de 1798-ib., 5 de febrero de 1888) fue un funcionario y político carlista español, escritor y publicista. 

## Biografía
Nacido en una familia con pocos recursos, era el hermano mayor de Pablo Sanz Baeza, fusilado en Estella por el General Maroto. Ambos eran hijos de José Antonio Sanz Domech y María Martina Baeza Egúzquiza, vecinos de Pamplona.
En 1820 fue nombrado oficial tercero de la Secretaría de la Diputación Foral de Navarra, cuyo titular era Fermín García de Galdeano, durante la época del Trienio liberal. Su implicación le llevó a inscribirse voluntariamente en la Milicia nacional de Pamplona, actuando como espía en favor de los realistas. Fue uno de los principales protagonistas de los sangrientos sucesos del 19 de marzo de 1822 en Pamplona. Al año siguiente, en 1823, escapa y se incorpora a las filas realistas.

### Primera guerra carlista

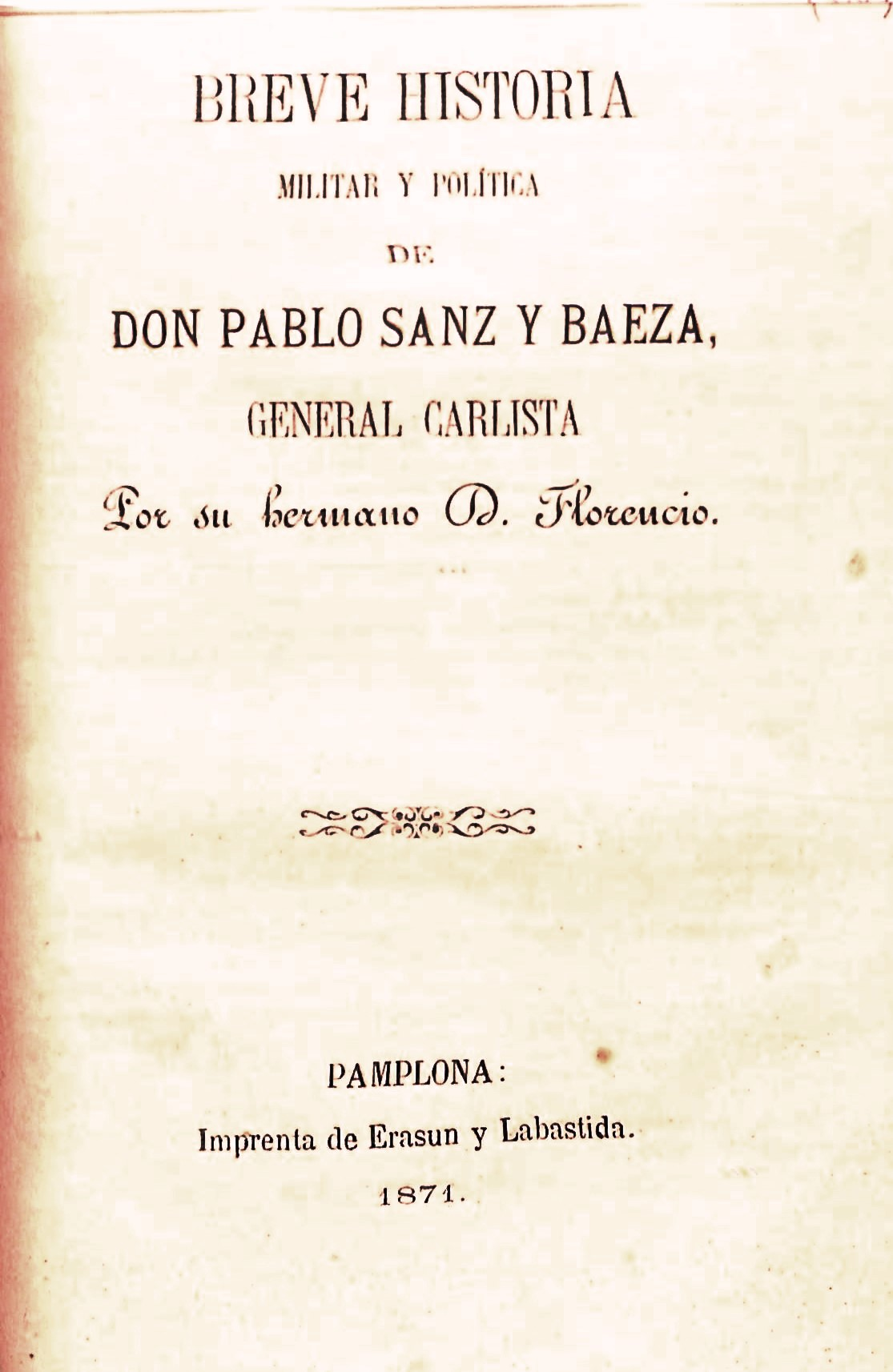
Biografía del general carlista Pablo Sanz Baeza escrita por su hermano Florencio (1871)

La restauración absolutista le supone un puesto como oficial del Virreinato y Capitanía General de Navarra, manteniendo este cargo hasta 1833. Llegó a ejercer de secretario interino del virrey así como de intérprete y traductor de francés. Será este año cuando publique la Guía de caminos del reino de Navarra e itinerario militar (Pamplona, 1833).
Tras la muerte de Fernando VII es apartado de la administración por los nuevos gobiernos isabelinos y pasa a formar parte de la causa carlista. Participa en Estella en la creación de la Real Junta Gubernativa de Navarra, el 15 de noviembre de 1833, siendo su secretario. Poco después, en 1834 es nombrado oficial de la Secretaría de Guerra en el gobierno del pretendiente Carlos María Isidro de Borbón, adquiriendo el grado de capitán. Figura como miembro del Ministerio de la guerra desde julio de 1834, cuyo titular era Luis de Villemur, conde de Penne-Villemur, naturalizado español desde 1811. Su profunda adhesión a la causa le sitúa como «parte de la camarilla cortesana, la facción más radical denominada "realistas puros o apostólicos", interviniendo en las intrigas contra Zumalacárregui». Una vez desaparecido el general, se fija en Maroto y despliega su actividad contra su actitud conciliadora hacia Espartero al unísono con otros «apostólicos». El golpe de mano infligido por Maroto hacia este grupo de opositores culmina el 18 de febrero de 1839 con los fusilamientos en Estella de varios militares carlistas significados, su propio hermano Pablo junto con otros generales como Juan Antonio Guergué, Teodoro Carmona y el intendente José Javier Úriz. Un día más tarde correrá la misma suerte el funcionario Luis Ibáñez, mientras Florencio huía a refugiarse en el Cuartel Real de Villafranca. Con todo, esto no será suficiente y se refugiará en Francia. Desde Bayona, junto a otros expulsados, contribuye mediante panfletos a la sublevación de batallones navarros opuestos al Convenio de Vergara.

### Exilio en Francia

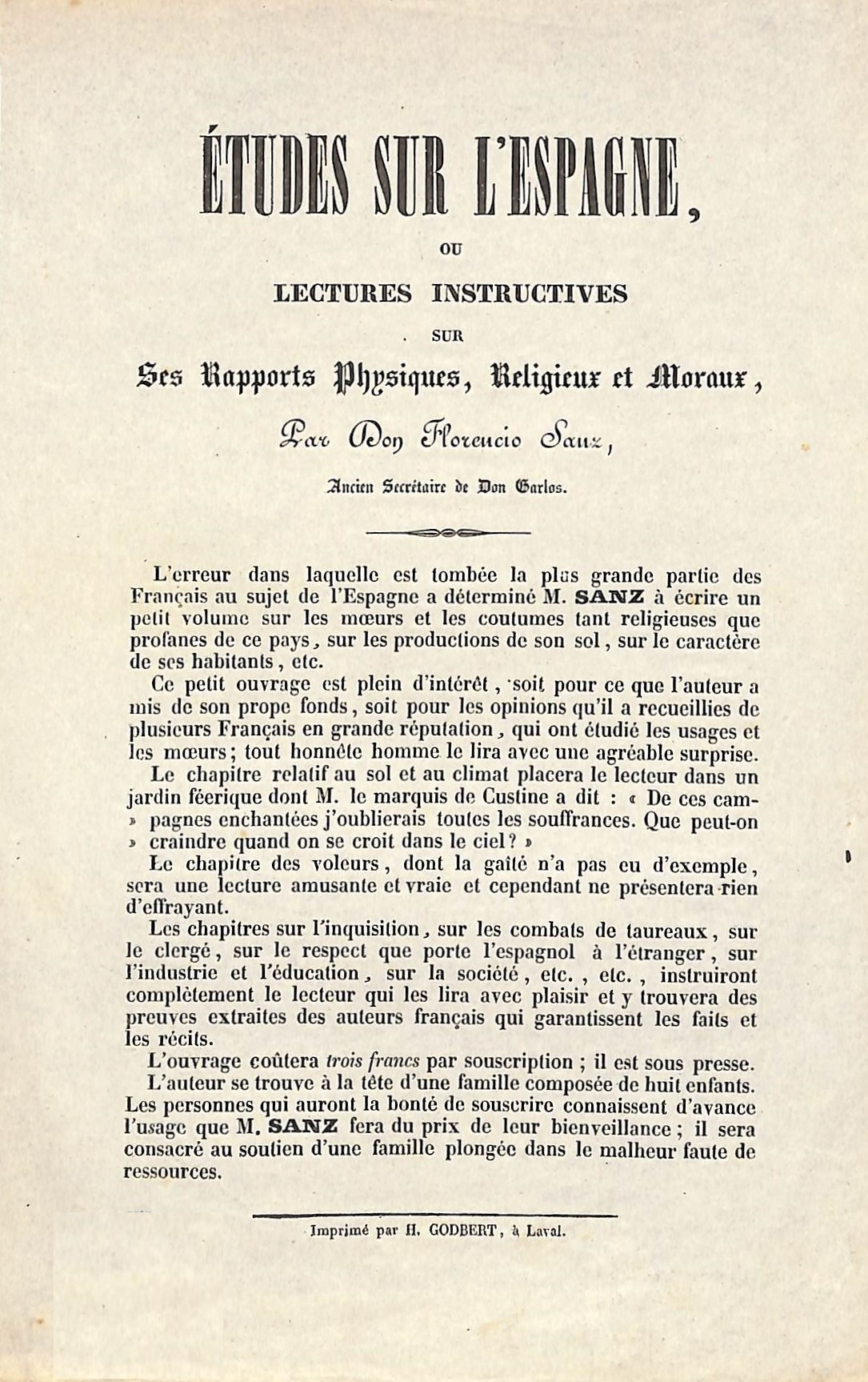
Études sur l'Espagne publicados por Florencio Sanz, "secretario de don Carlos" hacia 1845

El exilio del pretendiente Carlos María Isidro de Borbón le llevará, junto a su familia, a seguir la misma senda durante nueve años, estableciéndose sucesivamente en Alençon, Le Mans y Nantes. Recibe del Estado francés un subsidio de refugiado y permanece durante este período muy activo en las disputas entre marotistas y antimarotistas, publicando manuscritos, memorias, libelos y panfletos. Por estas fechas elabora el manuscrito Para la historia de la Primera Guerra Carlista que será editado en 1981 por Jaime del Burgo . También se datan otros libros publicados en francés dirigidos al público de aquel país y con objeto de obtener ingresos para subsistir. Un ejemplo son sus Études sur l'Espagne, ou lectures instructives sur ses rapports physiques, religieux et moraux publicados en Caen en 1845.

### Retorno a Pamplona
El 31 de marzo de 1848 se promulga un decreto de amnistía para «todos los españoles emigrados en el extranjero, sin distinción de partidos» que, ante la falta de recursos para retornar, encontrará apoyo de las autoridades consulares españolas. El contexto revolucionario europeo de ese año ayudó a la toma de tal decisión por parte de la reina Isabel II. Era preceptivo el reconocimiento de la monarquía constitucional y del Convenio de Vergara para que Florencio se volviera a establecer definitivamente en Pamplona hasta su fallecimiento el 5 de febrero de 1888. Además, al acogerse a esta amnistía de 1848 conseguirá ser rehabilitado; por ello, existe un expediente personal en el Archivo General Militar de Segovia, así como, durante algunos años, su nombre aparecerá en las "Guías de Forasteros" entre los oficiales cesantes del Ministerio de Guerra.

### Publicista, propagandista y escritor

#### Pesos y medidas de Navarra
Una Real Orden del 9 de diciembre de 1852, atendiendo al Reglamento publicado por la Ley de Pesos y Medidas del 19 de julio de 1849, establece las tablas de correspondencia recíproca entre las medidas métricas y las que estaban en uso en ese momento. Al hilo de estas tareas, Sanz Baeza publica sus libros titulados Instrucciones para la práctica en Navarra del sistema métrico de pesas y medidas (Pamplona, Imp. Francisco Erasun y Rada, octubre de 1852) y Reducciones de las antiguas medidas, pesas y monedas a las del sistema métrico (Pamplona, Imp. Francisco Erasun y Rada, diciembre de 1852) donde recoge lo propio en lo tocante para Navarra. Poco después publica su Método para aprender y enseñar la aritmética decimal y el sistema métrico.

#### Estadísticas de Navarra y desamortizaciones

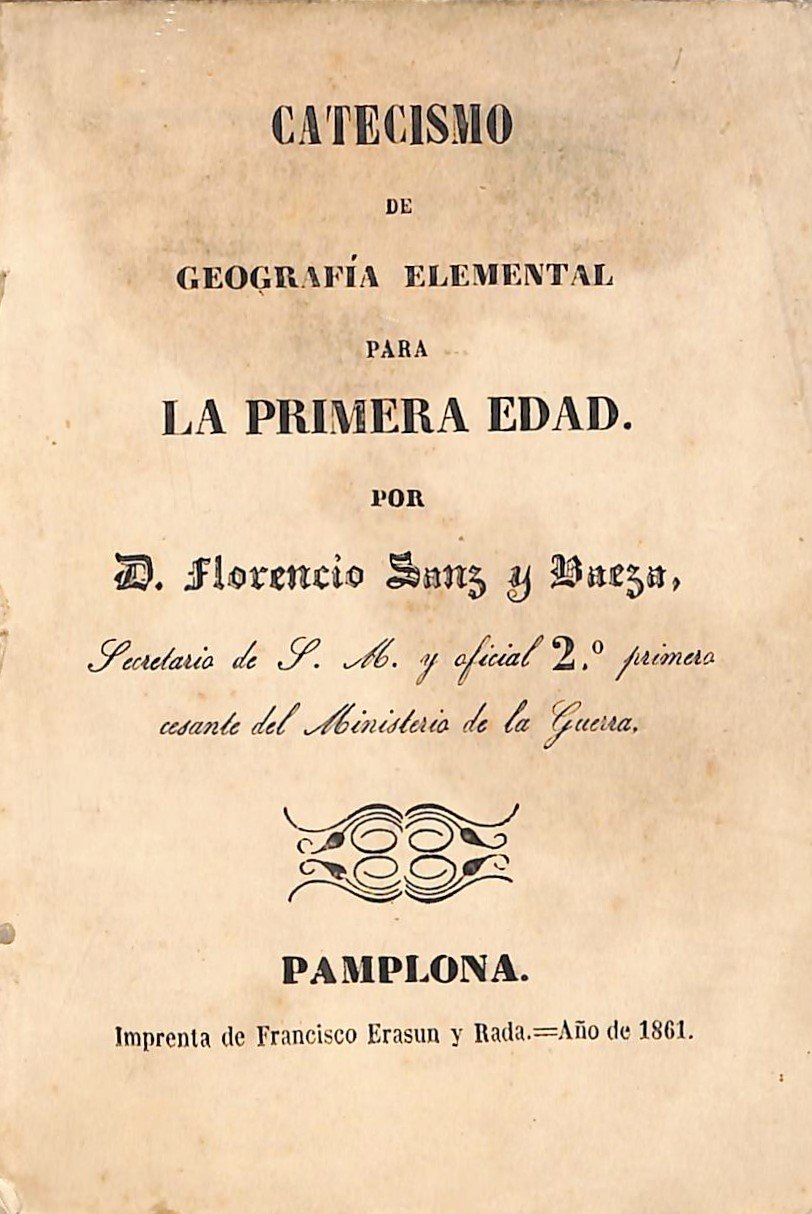
¨Catecismo" escolar de Geografía con preguntas y respuestas (1861)

A mediados del siglo XIX nace la estadística oficial en España: «El 3 de noviembre de 1856, el general Narváez, presidente del Consejo de Ministros de Isabel II, firma un Decreto por el que se crea una Comisión, compuesta por personas de reconocida capacidad, para la formación de la Estadística General del Reino.» El 21 de abril de 1857 se crea la Junta de Estadística. Este mismo año Florencio Sanz Baeza es elegido vocal secretario de la Comisión de Estadística de la Provincia de Navarra, cargo que ocupará hasta 1858. Durante esta etapa de su vida publicó la controvertida Estadística de Navarra (Pamplona, 1858), «una descripción geográfica y económica de Navarra». Coetáneos como Yanguas y Miranda refutarán este trabajo con agrias críticas. En esta línea de temas económico-administrativos publicará el Opúsculo sobre la desamortización de los terrenos comunes de Navarra (Madrid, 1861) cuestionando «la idoneidad de la desamortización civil en las zonas de la montaña de Navarra», zona donde los terrenos comunales (pastos, bosques, etc.) son parte fundamental de la subsistencia de sus vecinos, y el título El sistema tributario en Navarra (Pamplona, 1878) donde «denuncia la discriminación causada a los propietarios foráneos — él era uno de ellos— en el sistema de reparto municipal de los impuestos por bienes raíces.»
Dentro de esta etapa se sitúa su Catecismo de geografía elemental para la primera edad (Pamplona, Imp. Erasun y Rada, 1861), un libro escrito a modo de catecismo (preguntas y respuestas) lleno de «asombrosas» respuestas como:
- «¿Qué se entiende por Geografía? Ciencia por la cual se conoce la extensión de lo que llamamos Mundo, Tierra y Globo terrestre.» (pág. 5)
- «¿Descansa el Globo en alguna cosa? No señor está en el aire y roda en el espacio sobre sí mismo con todos sus habitantes una vez al día; además da vuelta en derredor del Sol, y esta vuelta le cuesta un año.» (pág. 7)
- «¿Qué son los antípodas? Son los hombres que habitan en la tierra en parajes completamente opuestos.» (pág. 10)
- «¿Cuántos continentes hay? Dos que son el antiguo y el nuevo; sin embargo los escritores modernos dan también el dictado de continente a la nueva Holanda o Australia, que es tan estensa (sic) como la Europa, y de este modo señalan tres continentes.» (pág. 10)

#### La Virgen de la Saleta

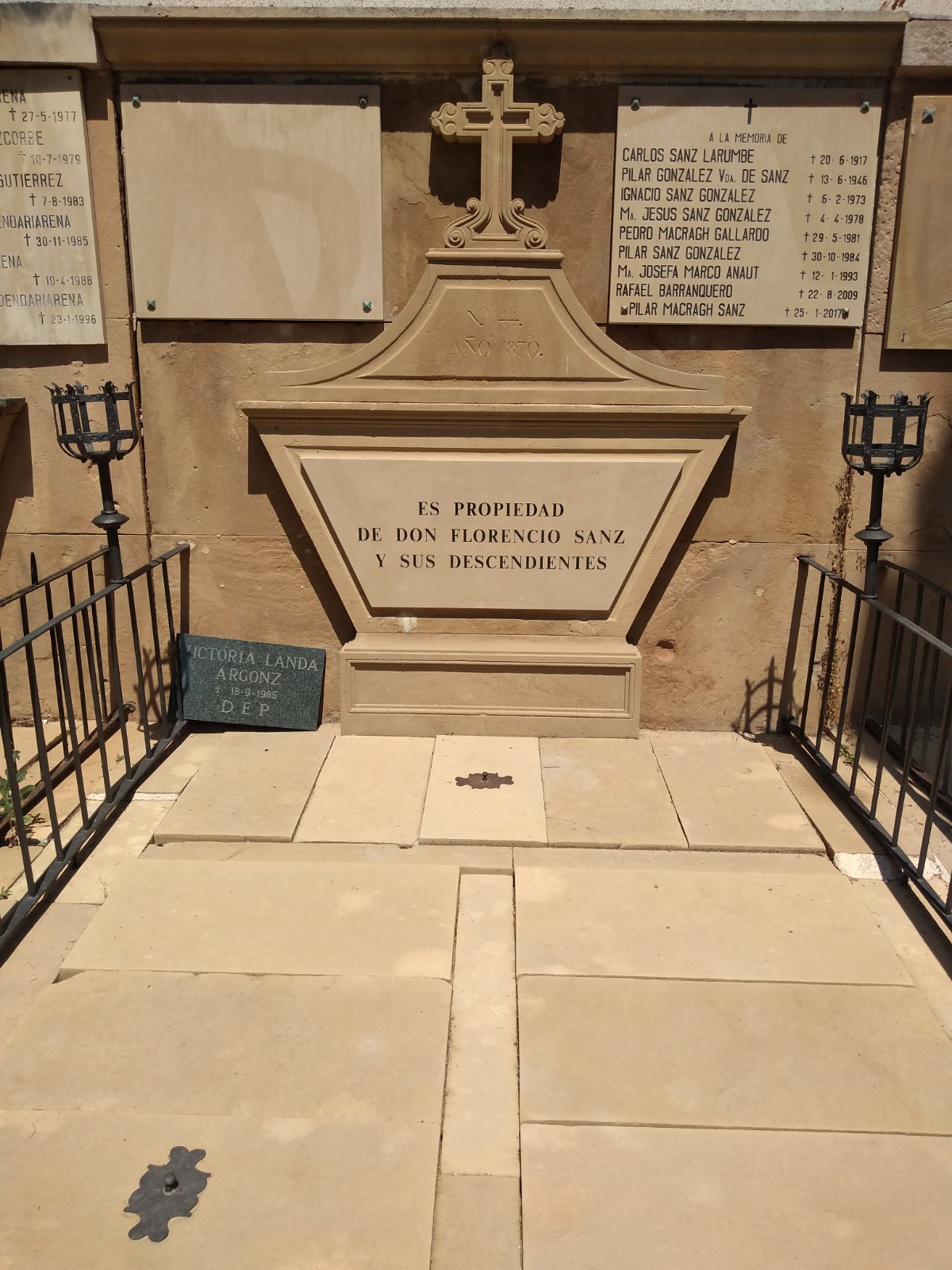
Sepultura de Florencio Sanz en el cementerio de Pamplona

Como propagandista mariano publicó trabajos sobre la Virgen de la Saleta de la que da cuenta de su aparición en los Alpes a mediados de septiembre de 1846. Con este fin firma trabajos como La Saleta, anunciando terribles castigos que se están imponiendo por blasfemia, profanación de la festividad e infracción en los preceptos de la Iglesia (1876) y como La Saleta, el cólera y las medicinas (1884).

#### De nuevo el carlismo
Recuerdo de su etapa carlista será la Breve historia militar y política de don Pablo Sanz y Baeza (Pamplona, 1871), una obra panegírica donde explica los acontecimientos de Estella, cuando Maroto fusiló a su hermano junto a otros apostólicos, narrado desde su parcial perspectiva debida a tales lazos de sangre. Otros manuscritos serán escritos durante el Sexenio revolucionario aunque no los llegará a publicar.

### Familia
De la numerosa familia que tuvo con su esposa Bruna Larumbe Armendáriz, cabe citar a su hijo Javier Sanz y Larumbe (1833-1921), que proyectó las obras para contener las inundaciones del Guadalquivir en Sevilla; otro hijo Carlos Sanz y Larumbe (1849-1917) fue un conocido abogado pamplonés. Un nieto, Ignacio Sanz González (1896-1973), hijo de Carlos, fue durante muchos años secretario del Ayuntamiento de Pamplona y presidente de Cáritas.
Falleció en su domicilio del paseo de Sarasate de Pamplona en 1888, a la edad de 89 años. Había redactado siete testamentos entre 1853, con 55 años, y 1884.

## Obras
Son numerosas sus publicaciones, de las que cabe destacar:
- 1830. El observador en la diversión de caza y escopeta de pistón. Pamplona, Impr. Francisco Erasun y Rada.[26] Fue su primera publicación aunque lo firmó como Francisco Zolines.
- 1833. Guía de caminos del reino de Navarra e itinerario militar. Pamplona, Virreinato de Navarra, Imprenta de J. Goyeneche.
- 1840. [Para la historia de la Primera Guerra Carlista]. Es un manuscrito conservado en la Biblioteca de Navarra que fue editado por Jaime del Burgo con el título Para la historia de la Primera Guerra Carlista: comentarios y acotaciones a un manuscrito de la época 1834-1839, Pamplona: Institución Príncipe de Viana, 1981.[27]
- 1842. Réfutation des calomnies adressées á Charles V et á son armée: au sujet de leur conduite envers les prisonniers, avant et depuis le cartel d'échange. Le Mans, ed. Richelet.
- 1845. Historia política y administrativa de la Junta Carlista de Navarra durante la guerra de los años de 1833 al de 1839. Manuscrito inédito conservado en el Museo del Carlismo (Estella).
- 1845 (ca.) Diligencias hechas ante el Rey para que declare la inocencia de los generales fusilados en Estella el 18 de febrero de 1839. Manuscrito inédito conservado en el Museo del Carlismo (Estella).
- 1845. Études sur l'Espagne, ou lectures instructives sur ses rapports physiques, religieux et moraux. Caen, F. Poisson.
- 1850. Memoria sobre el territorio que la España ha perdido en los Pirineos por la parte de Navarra. Madrid, Imprenta y Librería Matute.[28]
- 1852. Instrucciones para la práctica en Navarra del sistema métrico de pesas y medidas. Pamplona, Imprenta de Erasun y Rada.[29]
- 1858. Historia de la fábrica de Eugui y de la Legua Acotada. Madrid, Imp. Matute y Compagni.[30]
- 1858. Estadística de Navarra. Pamplona, Erasun y Rada.
- 1861. Catecismo de geografía elemental para la primera edad, Pamplona, Imprenta de Erasun y Rada.[31]
- 1861. Opúsculo sobre la Desamortización de los terrenos comunes de Navarra. Madrid, Imprenta y Librería Matute.[32]
- 1862. Aparición, revelaciones y milagros de la Virgen Santísima en un Monte de los Alpes llamado La Saleta. Madrid, Imp. de la Esperanza.
- 1864. El agua de la Saleta : opúsculo sobre curaciones y conversiones prodigiosas invocando a Ntra. Sra. de la Saleta y haciendo uso del agua de su fuente. Madrid. Imprenta y librería de D. Eusebio Aguado.
- 1865. Triduo a Nuestra Señora de la Saleta, Lugo, Soto Freire.
- 1871. Breve historia militar y política de Don Pablo Sanz y Baeza, general carlista por su hermano Florencio, Pamplona, Imp. Erasun y Labastida. Se reeditó como folletín hacia finales de la década de 1880 en el periódico tradicionalista Diario de Sevilla.

Gran parte de ellas están disponibles en el servicio en línea de la Biblioteca Navarra Digital.

## Publicaciones de Florentino Sanz Baeza

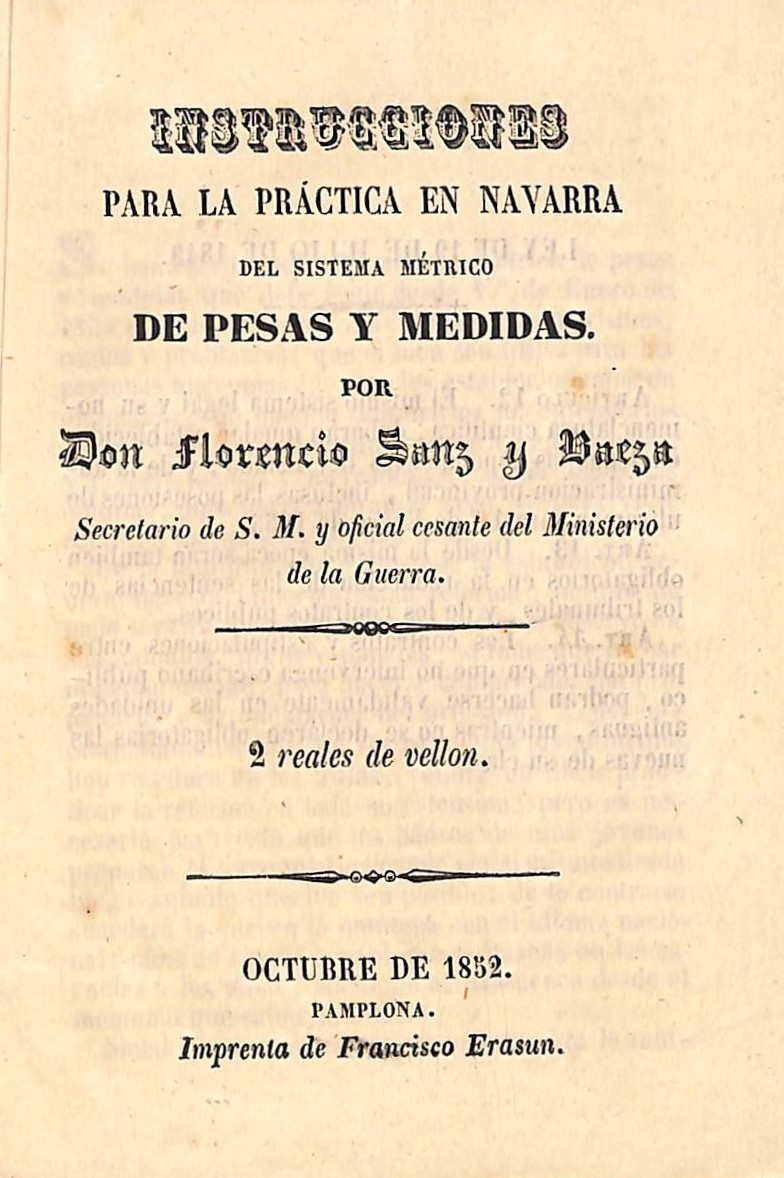
Manual para la aplicación en Navarra del sistema métrico decimal (1852)
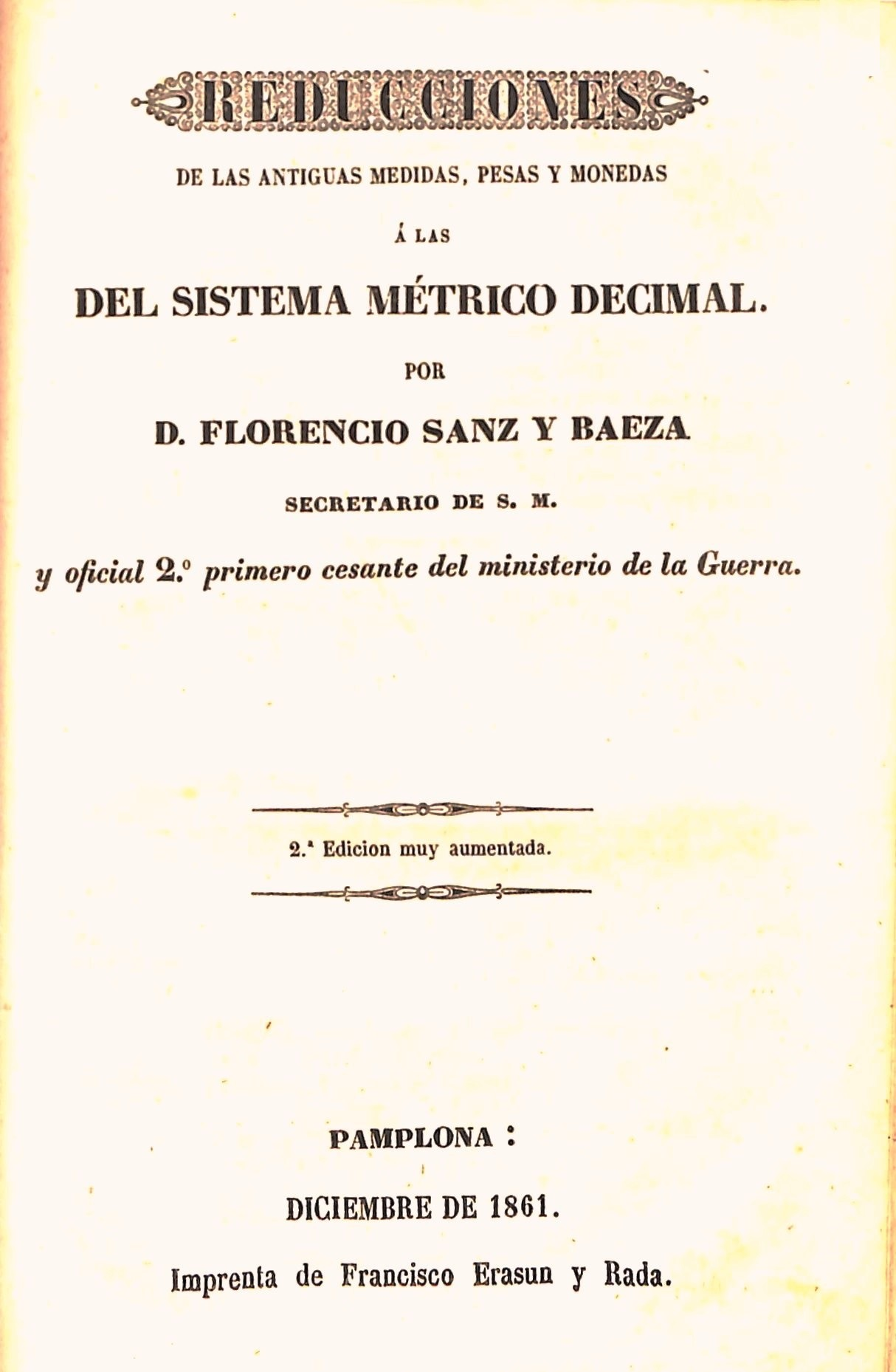
"Segunda edición muy aumentada " del tratado sobre la reducción de las "antiguas medidas, pesas y monedas" al sistema métrico decimal (1861)
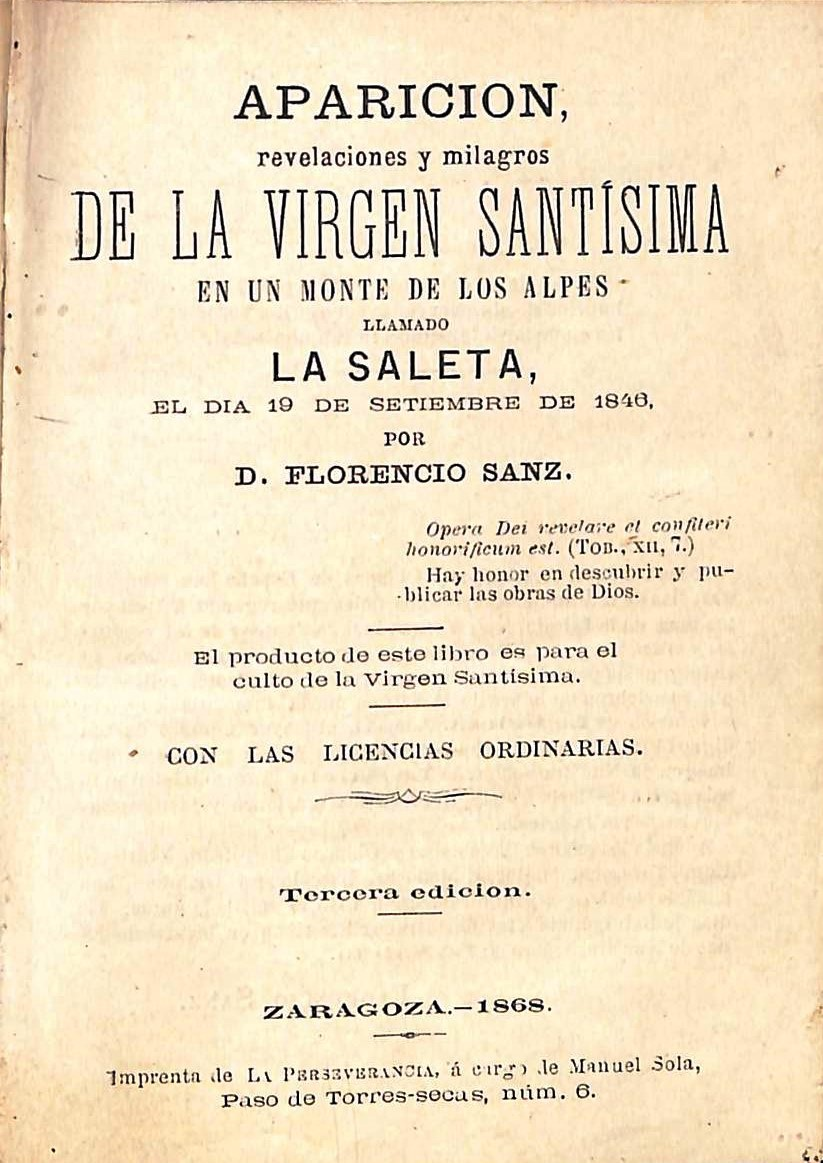
Tercera edición del libro sobre las apariciones de la Virgen de La Salette (1868)
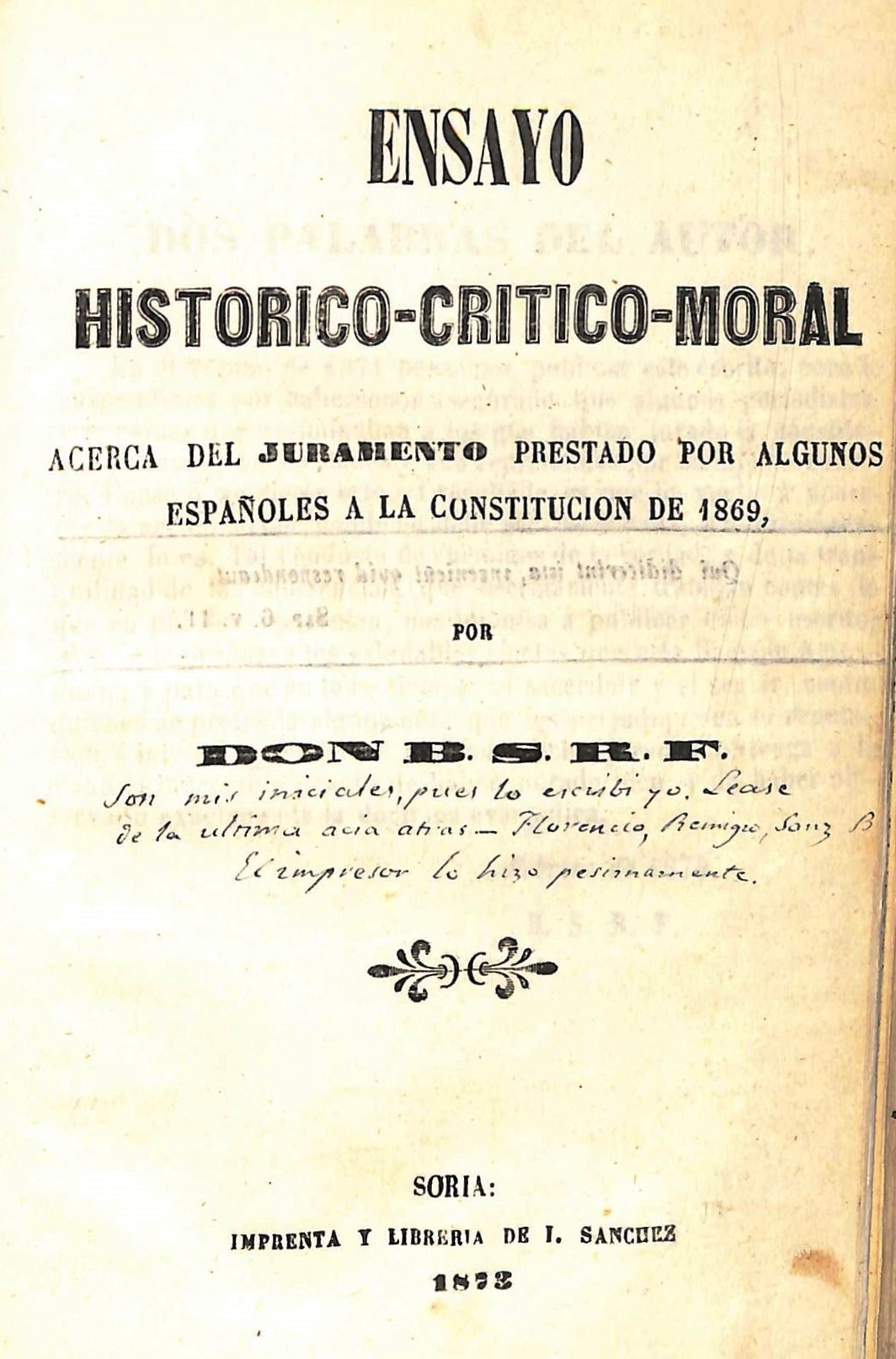
Impreso relacionado con la Constitución de 1869 que firma con sus iniciales al revés "B.S.R.F", Florentino Remigio Sanz Baeza (1873)
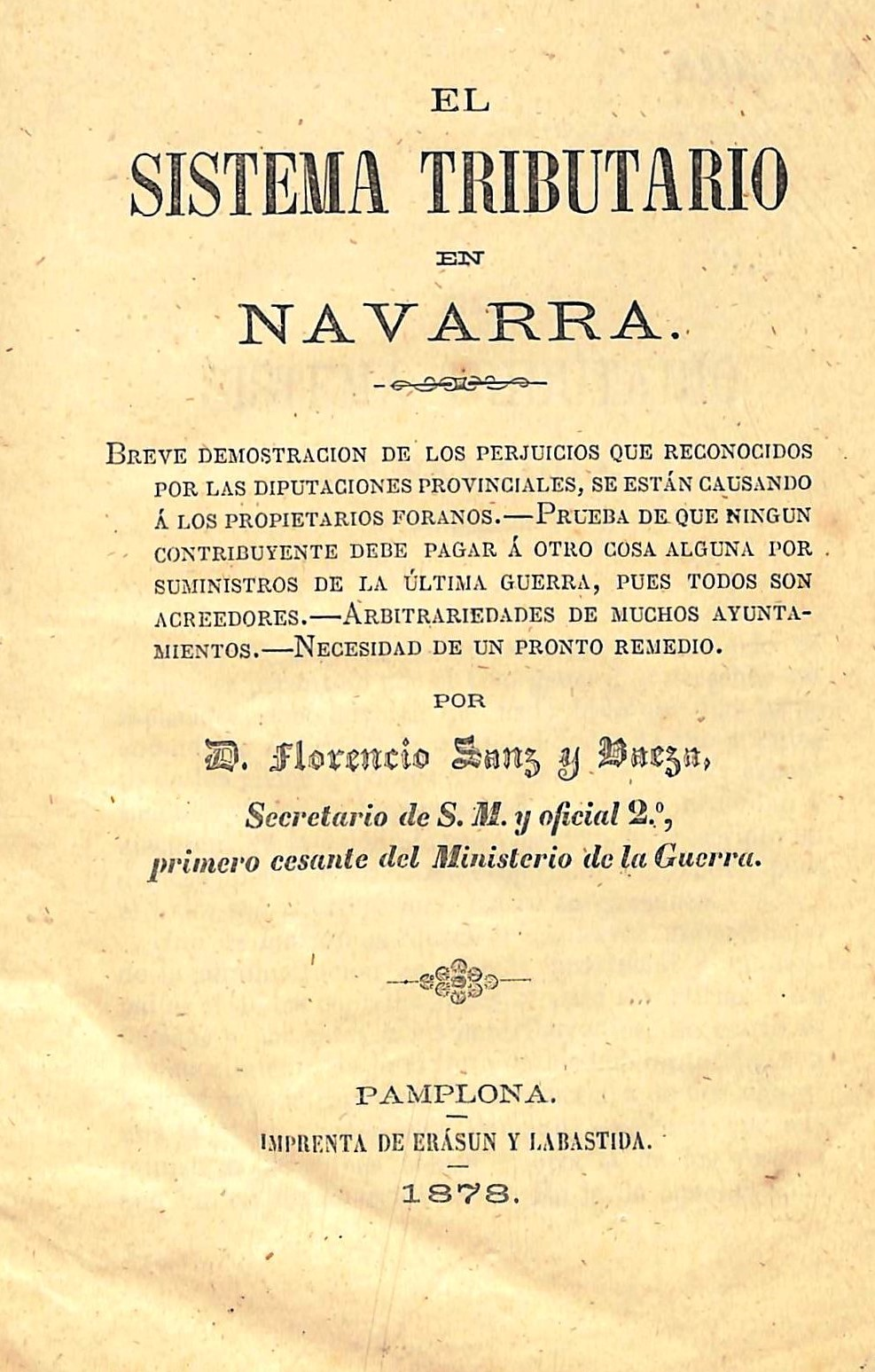
Estudio sobre el régimen fiscal de Navarra (1878)
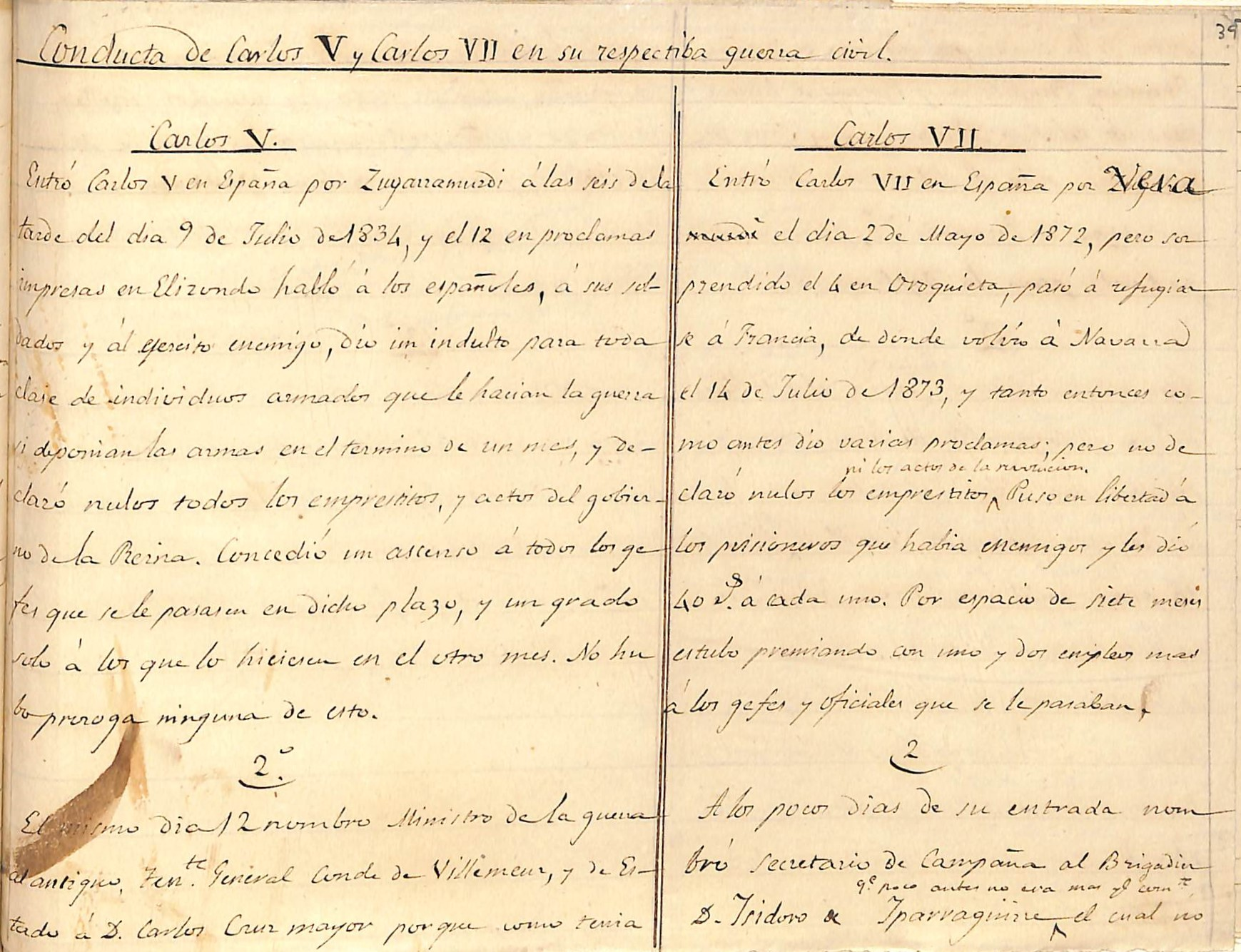
Manuscrito de Sanz Baeza sobre la "conducta de Carlos V y Carlos VII"